# Bund Deutscher Mädel

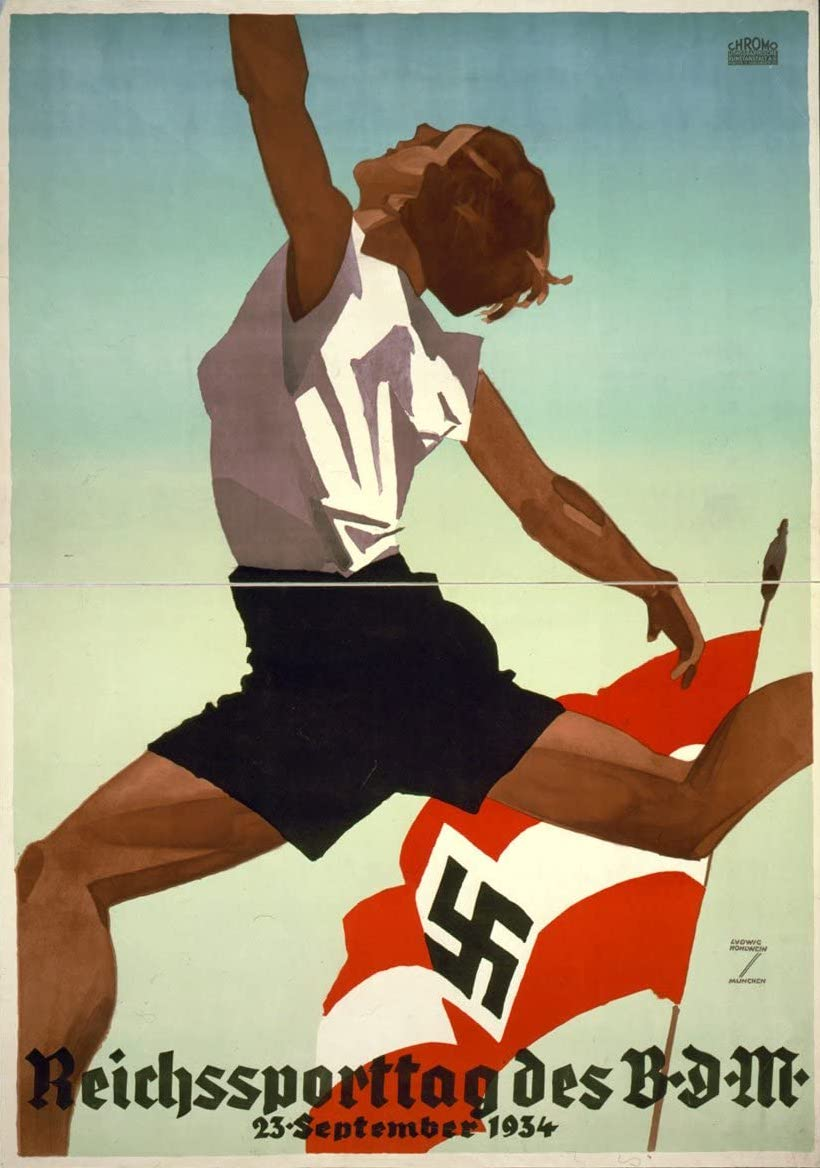
Plakat propagandowy autorstwa Ludwiga Hohlweina

Proporzec grupy BDM

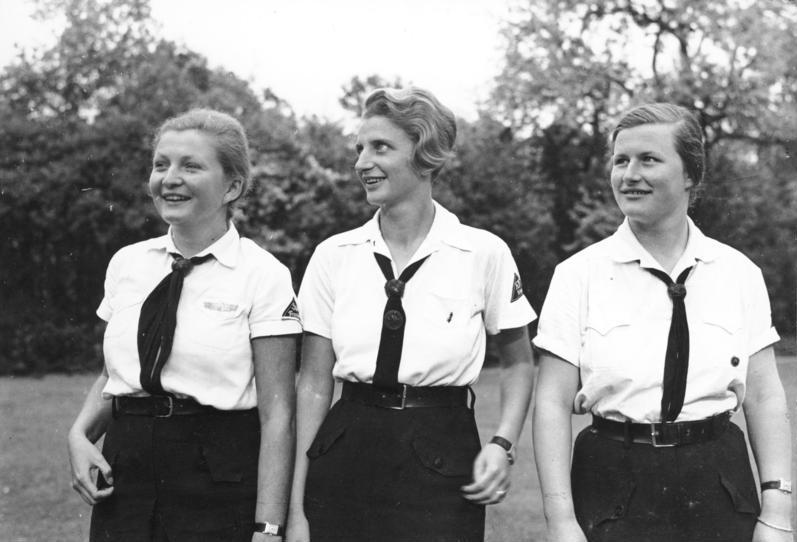
Członkinie BDM w strojach organizacyjnych

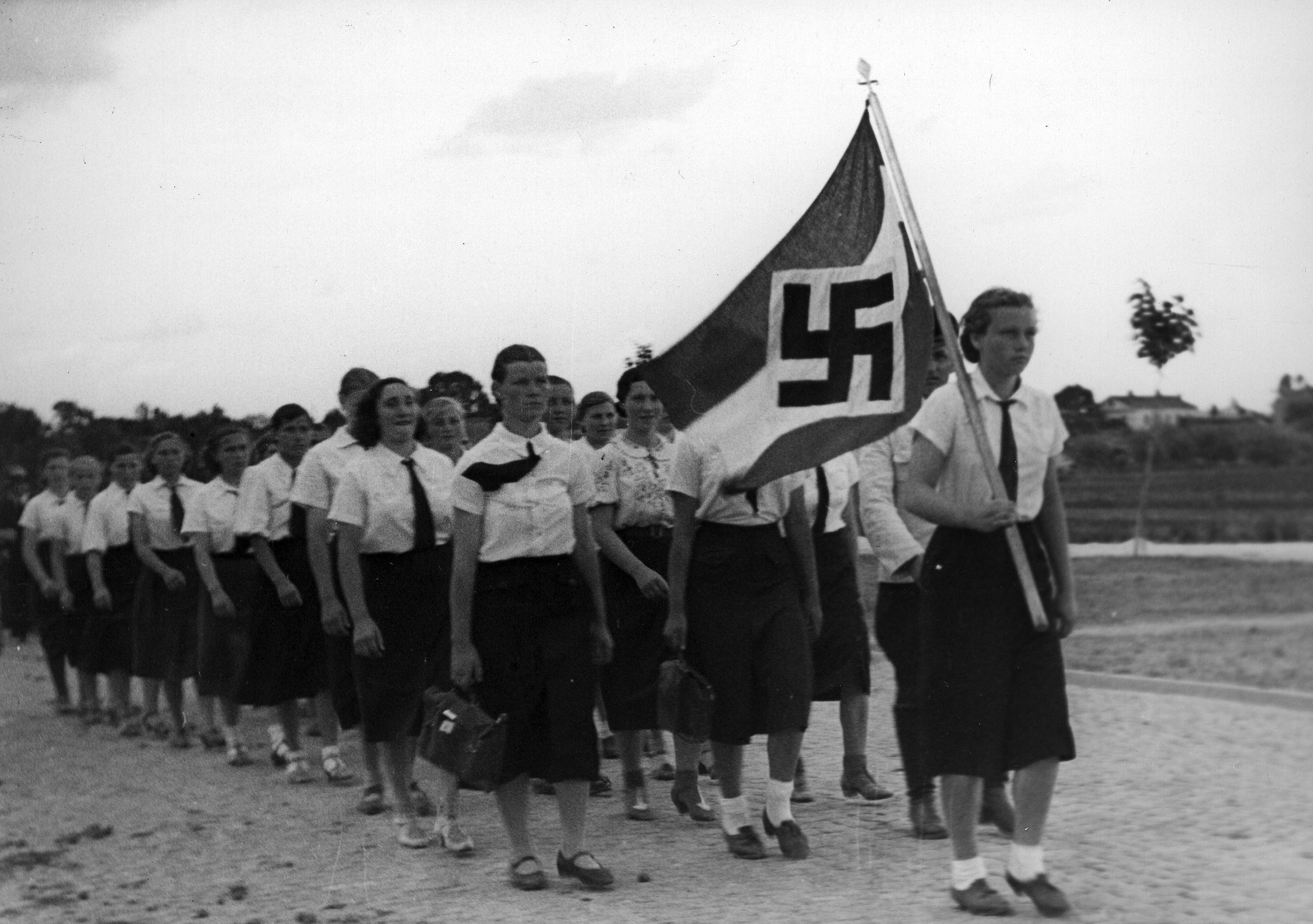
Kolumna członkiń BDM w drodze na majówkę

Bund Deutscher Mädel (BDMⓘ) – sekcja żeńska nazistowskiej, niemieckiej, organizacji młodzieżowej Hitlerjugend okresu Republiki Weimarskiej i III Rzeszy.

## Przynależność
W III Rzeszy ustalono zasadniczy podział wiekowy względem przynależności dziewcząt i młodych kobiet do nazistowskich organizacji młodzieżowych.
- Jungmädelbund (Związek Młodych Dziewcząt) – skupiająca dziewczynki w wieku od 10 do 14 lat[1]
- Bund Deutscher Mädel (Związek Niemieckich Dziewcząt) – należały do niej dziewczęta w wieku od 14 do 18 lat[2]
- Glaube und Schönheit (Wiara i Piękno) dla kobiet w wieku od 18 do 21 roku życia[3].

Od 1936 roku „ustawa o Hitlerjugend” przewidywała obowiązkowe członkostwo w BDM dla wszystkich dziewcząt w wieku od 10 do 18 roku życia. Musiały być etnicznymi Niemkami, mieszkać w Niemczech i nie mieć chorób dziedzicznych. Dział Wiara i Piękno miał ułatwiać przechodzenia młodych kobiet z BDM do narodowosocjalistycznych organizacji dla dorosłych.

## Charakter i zadania
Głównym zadaniem BDM było fizyczne i duchowe wychowanie dziewcząt w duchu myśli politycznej NSDAP. Zajęcia dziewcząt polegały na ćwiczeniach i zawodach sportowych, wycieczkach itd. Na początku organizacja ta miała charakter propagujący nowoczesny obraz kobiety jako samodzielnego członka wspólnoty narodowej. W latach późniejszych położono głównie nacisk na wychowanie tradycyjne polegające na przygotowaniu dziewcząt do roli gospodyni domowej (gotowanie, szycie itd.). W ostatnich latach istnienia BDM dziewczęta skupione w tej organizacji pełniły funkcję pielęgniarek w szpitalach polowych oraz służyły w różnorakich siłach pomocniczych w niemieckich miastach (np. przy organizacji schronów przeciwlotniczych).

## Dewiza
Dewizą przewodnią BDM było „Bądź prawdziwa, bądź przejrzysta, bądź niemiecka” (niem. „Sei wahr, sei klar, sei deutsch”).

## Opracowania
- Jürgens, Birgit: Zur Geschichte des BDM (Bund Deutscher Mädel) von 1923 bis 1939. 2. Aufl., Frankfurt/a. M u.a., 1996
- Kater, Michael H.: Hitler-Jugend. Übersetzt von Jürgen Peter Krause, Darmstadt 2005
- Klaus, Martin: Mädchen im 3. Reich. Der Bund deutscher Mädel. Köln 1998
- Klönne, Arno: Jugend im Dritten Reich – Die Hitler-Jugend und ihre Gegner. Köln 1982
- Kompisch, Kathrin: Täterinnen. Die Frauen im Nationalsozialismus; Köln 2008. s. 65-73
- Reese, Dagmar: Mädchen im Bund Deutscher Mädel, In: Kleinau, Elke / Opitz, Claudia: Geschichte der Mädchen- und Frauenbildung – Vom Vormärz bis zur Gegenwart. Band 2, Frankfurt am Main / New York 1996.
- Reese, Dagmar: Straff, aber nicht stramm – herb, aber nicht derb. Zur Vergesellschaftung von Mädchen durch den Bund Deutscher Mädel im sozialkulturellen Vergleich zweier Milieus. Weinheim / Basel 1989.